# Liste éclair
 (décembre 2022).
Si vous disposez d'ouvrages ou d'articles de référence ou si vous connaissez des sites web de qualité traitant du thème abordé ici, merci de compléter l'article en donnant les références utiles à sa vérifiabilité et en les liant à la section « Notes et références ».
En généalogie, une liste éclair est une liste des patronymes étudiés par un généalogiste, précisant l'intervalle de date associé ainsi que le lieu,. Par exemple :
- DUPONT Besançon 1720 1845
- DUPONT Montbéliard 1750 1900
- DURAND Belfort 1650 1670

Si un patronyme est présent dans plusieurs lieux, il est répété autant de fois. Le nom de lieu est par convention en France le nom de la paroisse (avant la Révolution) ou de la commune (après la Révolution). Les « dates extrêmes » sont celles du premier et dernier acte connu pour ce patronyme et dans ce lieu.
Ainsi, en comparant deux listes éclair, il est très facile de déterminer si elles ont des patronymes en commun et, le cas échéant, de vérifier si ces patronymes se trouvent dans la même commune.
La liste éclair est utilisée pour les échanges entre généalogistes afin d'identifier rapidement d'éventuelles branches communes.
Chaque cercle généalogique édite ses listes. En France, les sites généalogiques CousinsGenWeb ou Geneanet ont été conçus pour le dépôt des listes éclairs : ils réalisent automatiquement les rapprochements entre les listes déposées à l'échelle d'un département. 
La liste éclair peut être fournie pour l'ensemble des ancêtres ou uniquement pour ceux ayant vécu dans une région ou une commune déterminée. Les logiciels de généalogie permettent généralement de créer une liste éclair répondant aux critères de sélection souhaités.